# 24Kitchen
24Kitchen là một kênh truyền hình đặc biệt của Hà Lan phát sóng các chương trình một lần và định kỳ (nhiều tập) về thực phẩm và nấu ăn hiện thuộc sở hữu của Công ty Walt Disney. Kênh thường xuyên phát lại cùng một chương trình trong 24 giờ, nghĩa là bạn có thể xem đi xem lại các tập yêu thích của mình trong vòng một ngày.

## Lịch sử
Kênh được ra mắt bởi Fox Networks Group Benelux hợp tác với Jan Dekker Holding, phát sóng trên khắp Hà Lan. Kênh cũng có sẵn ở định dạng HD. Kênh được ra mắt vào ngày 1 tháng 10 năm 2011. Một kênh xem trước đã được chiếu trên nền tảng UPC Netherlands một tháng trước khi ra mắt.
24Kitchen Portugal được mô phỏng theo phiên bản Hà Lan, với nội dung gốc và loạt phim quốc tế. Nó được ra mắt bởi Fox Networks Group Bồ Đào Nha vào năm 2012 tại Bồ Đào Nha và Châu Phi. Sau đó là các phiên bản bản địa hóa trên khắp Đông Nam Âu.
Vào ngày 20 tháng 3 năm 2019, Công ty Walt Disney đã mua lại 20th Century Fox, bao gồm cả Benelux của Fox Networks Group.
Vào ngày 13 tháng 12 năm 2020, một số chương trình chọn lọc của 24Kitchen đã được phát trực tuyến trên Disney+ ở Hà Lan.

## Chương trình
- Amazing Weddingcakes
- Avec Eric
- Bill's Food
- De Makkelijke Maaltijd
- Fast, Fresh, Simple
- Grenzeloos Koken [nl]
- Jamie’s Family Christmas
- Lako, može svako
- Meat vs. Veg
- No Reservations
- Rudolph's Bakery
- The Free Range Cook
- The Taste of Cooking
- The Taste of Life Basics
- The Taste of Life Travel
- Verstip
- Jamie Oliver's Food Revolution